# Gary Kelly
Gary Kelly (Drogheda, 1974. július 9. –), ír válogatott labdarúgó.
Az ír válogatott tagjaként részt vett az 1994-es és a 2002-es világbajnokságon.